# Lista postaci serii Dragon Ball
Lista postaci występujących w Dragon Ball

## Saiyanie
Saiyanie (jap.  サイヤ人 Saiya-jin) – rasa wojowników ongiś zamieszkująca planetę Vegetę (wedle DBS, przedtem Sadal). Jest to rasa okrutnych wojowników lubiących walkę i dobre jedzenie które mogą skonsumować w dużych ilościach. Ich cechą szczególną są małpie ogony, które zmieniają ich w wielkie małpy podczas pełni Księżyca, jak im się złapie ogony tracą siły, choć pewni saiyanie opanowali ten słaby punkt. Każdy czystej krwi saiyan (wg Toriyamy) ma czarne włosy i opaleniznę (żółtą skórę), choć w anime występują wyjątki i saiyanie mają inny kolor włosów. Kiedy saiyan ma czyste serce (nie konieczne dobre) i jest pełne gniewu, zmienia się w Super Saiyana, o którym głoszą legendy, włosy saiyana stają się wtedy żółte, a kolor oczu przybiera kolor turkusowy. Każdy czystej krwi saiyan starzeje się wolniej niż ludzie, dzięki temu mogą walczyć dłużej. Mimo iż w Daizenshuu mowa jest o tym że saiyanom nie wypadają włosy, w SEG Toriyama ujmuje że saiyanie tracą włosy wraz z wiekiem średnim.

### Bardock
Bardock (jap. バーダック Bādakku) – wojownik niskiej rangi, o typowych dla Saiyanina czarnych włosach i czarnych oczach, jasnokremowej skórze. Ojciec Son Gokū i Raditza. W serialu animowanym i mandze występuje jedynie pobieżnie. Jest protagonistą dwóch odcinków specjalnych: Samotny finał walki ～Ojciec Wojownika Z, Kakarotto – ten, który rzucił wyzwanie Freezerowi (jap. Tatta Hitori no Saishū Kessen ～Furīza ni Idonda Zetto Senshi Son Gokū no Chichi～ たったひとりの最終決戦～フリーザに挑んだZ戦士 孫悟空の父～) i Episode of Bardock (jap. Episōdo obu Bādakku エピソード オブ バーダック). Bardock samotnie stawił czoła ciemiężycielowi Saiyan, Freezerowi. Jak wynika z najnowszego odcinka specjalnego, w wyniku zderzenia z Death Ball Changelinga cofnął się czasie, trafiwszy do okresu, w którym jego rodzinna planeta nazywa się Plant i jest zamieszkiwana przez Plantian, nie Saiyan czy Tsufulian. Na planetę przybywa Chilled, przodek Freezera. Próbuje zabić Bardocka, gdyż broni planety, którą kosmiczny pirat pragnie podbić, jednak nie udaje mu się to, ponieważ Bardock osiąga poziom Super Saiyanina. Chilledowi udaje się ewakuować z planety, jednak umiera na stole operacyjnym. Przed śmiercią mówi, żeby przekazać jego rodzinie, aby strzegli się rasy, która potrafi zmienić swój kolor włosów – Saiyan. Tak rodzi się legenda o Super Saiyaninie. Cecha charakterystyczna: blizna na policzku, zielona zbroja.
Mimo iż w odcinku specjalnym Bardock ma, po wyleczeniu, moc około 10 000, według wywiadu z Akirą Toriyamą jego moc nie przekracza mocy elity Saiyan. Bardock ponadto może mieć braci i siostry, ale go to nie obchodzi.
Osiągnięte poziomy:
- SSJ (Dragon Ball Heroes, Dragon Ball: Episode of Bardock)
- SSJ2 (Dragon Ball Heroes)

Seiyū: Masako Nozawa (japoński), Krzysztof Banaszyk (polski)

### Beets
Saiyan z filmu DBS o Brolim, wylatuje razem z Paragusem na planetę Vaspa gdzie Broli został wysłany na zgładzenie, ginie kiedy Paragus dowiaduje się, że nie można naprawić statku, po czym strzela w jego serce.
Nazwany po Buraku

### Bra
Bra (jap. ブラ Bura; pol. Brajla (Lektor RTL7/TVN7), Bulla (Lektor AXN Spin, Dubbing DBS)) – córka Vegety i Bulmy, młodsza siostra Trunksa. Tak jak Trunks jest ona pół-człowiekiem pół-saiyanką. Ma po matce niebieskie włosy i jej dominujący charakter. Mimo iż jest w połowie Saiyanką, nie odziedziczyła słynnego saiyańskiego zamiłowania do walki. Wręcz przeciwnie, przeważyły geny matki i dzięki temu jest bardzo kobieca. W serii GT może i wygląda na dorosłą w skąpym ubraniu, ale jest przed nastolatkową dziewczynką, wedle Super, Bra jest rok młodsza od Pan, miała też przybrać imię Eschalot (Czosnek askaloński), ale Bulma nadała jej imię „Bra” (Po angielsku stanik)
Według magazynu Kawaii, jej imię „Bulla” to cenzura w USA żeby nie dawać amerykańskim dzieciom skojarzeń ze słowem „stanik”, mimo tego wersja na adult swim DBS nadal nazywa ją Bulla
Seiyū: Hiromi Tsuru (1987-2017), Aya Hisakawa (2018-obecnie) (japoński), Agnieszka Wiśniewska (polski)

### Black
Black, Black Goku (jap. ブラック, ゴクウブラック  Burakku, Gokū Burakku) – jest bardzo tajemniczym przeciwnikiem, który rozpętał piekło w linii czasowej Trunksa z przyszłości (Dragon Ball Super). Zabił Bulmę z przyszłości. Przeszedł wraz z Trunksem do głównej linii czasowej, siedemnaście lat wcześniej[potrzebne źródło].
Seiyū: Masako Nozawa (japoński), Sebastian Perdek (polski)

### Brocco
Brocco – jest saiyanem z przeszłości z którym walczyli Tenshinhan i reszta. Ma długie włosy i nie posiada brwi, „zabił” Chaoza. Oryginalnie bezimienny w anime (A w Daizenshuu jako „saiyan iluzji” http://www.daizex.com/general/ask/index.shtml) Saiyan został nazwany „Brocco” w grze na famicoma: DBZ Kyoushuu! Saiyajin (mimo iż fani rominizują jego imię jako Brock)

### Brolly
Broli (jap. ブロリー Burorī) – jest legendarnym Saiyaninem pochodzącym z planety Vegeta, synem Paragasa urodzonym tego samego dnia co Son Gokū. Okazuje się być legendarnym Super Saiyaninem (rodzącym się raz na 1000 lat). Jako niemowlę jego siła wynosiła dziesięć tysięcy jednostek, z wiekiem rosła. Od urodzenia potrafił zmieniać się w SSJ. Jako jedyny osiągnął poziom Legendarnego Super Saiyanina. Pojawia się wyłącznie w filmach kinowych Dragon Ball Z (w częściach 8, 10 i 11). Nienawidzi Son Gokū za to, że bardzo głośno płakał gdy obaj siedzieli w inkubatorach na (planecie) Vegecie.
Poziomy SSJ:
- Super Saiyanin – normalny poziom Super Saiyanina
- Legendarny Super Saiyanin – wszystkie mięśnie Brollego napinają się (sprawia złudzenie wyższego), zanikają źrenice, włosy przybierają kolor zielony podobnie jak aura.

Seiyū: Bin Shimada (japoński), Andrzej Hausner (polski)

### Bulma Junior
Bulma Jr (jap. ブルマ 年下 Buruma Junia) – w 1/16 Saiyanka, matka Vegety Jr, wnuczka albo Bry albo Trunksa. Wystawiła syna do walki na ostatnim Tenkaichi Budokai w serii GT. Jest spadkobierczynią firmy Capsule Corporation.
Seiyū: Hiromi Tsuru

### Celipa
Selypa (jap. セリパ Seripa) – Saiyanka czystej krwi, wojowniczka należąca do zespołu Bardocka i razem z innymi jego członkami wykonująca rozkazy Freezera. Zginęła w walce z Dodorią, występuje także w odcinku DBZ. Selypa ma imię po Pietruszce (Pareseri → Seripa), mimo iż w jej wersji beta zwała się Korn od kukurydzy. Z wyglądu przypomina rudą i fioletowooką Videl po ścięciu włosów
Seiyū: Yuko Mita

### Gine
Gine (jap. ギネ Gine) – Saiyanka czystej krwi, wojowniczka należąca do zespołu Bardocka, partnerka Bardocka oraz matka Son Gokū. Jest często ratowana przez swojego męża i z powodu swojego łagodnego charakteru, pracuje jako rzeźnik na planecie Vegeta. Jej imię pochodzi od „Negi”, czyli czosnka dętego
Seiyū: Naoko Watanabe (Dragon Ball Fusions)

### Pan
Pan (jap. パン Pan; pol. Pam, Pan) – córka Son Gohana i Videl, wnuczka Chichi i Son Gokū, a także Mr Satana. Ma ciemne krótkie włosy i czerwone GI, w serii GT ma średnie włosy związane pomarańczową chustą. Nosi czerwoną bluzkę (która odkrywa jej pępek) i jeansowe spodnie z łańcuchem. W 1/4 saiyanka. W wieku 5 lat udaje się jej oblecieć Ziemię dookoła w zadziwiająco krótkim czasie. W serii Dragon Ball GT wraz z Son Gokū i Trunksem leci w kosmos na poszukiwania Czarno gwiezdnych Smoczych Kul. Dzięki niej Gokū zdołał zapanować nad przemianą w Golden Ōzaru i przybrał postać SSJ4.
Mimo iż jak na razie nie jest Super Saiyanką ani oozaru, Pan ma wielki talent.
Według Toriyamy Pan ma imię po Chlebie, co dziedziczy jej imię po ojcu (Gohan oznacza „ryż” czy „posiłek” po japońsku), mimo tego fani uważają, że ma także diabelskie imię po Videl i Marku od boga Pan
Seiyū: Yūko Minaguchi (Dragon Ball Z/GT/Super), Shino Kakinuma (Dragon Ball Z Kai) (japoński), Marta Czarkowska (polski)

### Nappa
Nappa (jap. ナッパ Nappa) – jest jednym z nielicznych Saiyan, którzy przeżyli wybuch planety Vegeta. Razem z Raditzem i Vegetą wypełnia zadania zlecone mu przez Freezera. Jest silniejszy od Raditza, ale słabszy od Vegety. Zawsze towarzyszy Vegecie i słucha jego poleceń, ponieważ jest on jego księciem. Nappa wraz z Vegetą przybywa na Ziemię w celu jej podbicia, jednak zostaje zabity przez Vegetę, który twierdzi, że nie jest mu już potrzebny.
Seiyū: Shōzō Iizuka (Dragon Ball Z), Kiyoyuki Yanada (Dragon Ball GT), Tetsu Inada (Dragon Ball Z Kai) (japoński), Paweł Draszba (polski)

### Król Vegeta
Król Vegeta (jap. ベジータ王 Bejīta-Ō; w polskiej wersji anime. Król Wegeta) to ojciec Vegety (wygląda tak jak on, ale ma typową brodę królewską) i Tarbla. Dawny król planety Vegeta. Zginął podczas rebelii u Freezera.
Według Daizenshuu 7, jest on najsilniejszym saiyanem swojej ery (nie licząc jego syna)
Seiyū: Banjo Ginga (oryginalnie), Masaharu Sato (DBZ Film 8, Dragon Ball Super) (japoński), Leszek Filipowicz (polski)

### Onion
Onion – Saiyan z przeszłości walczący z Tenshinhanem i resztą, Onion jest bardzo podobny do Totappo z drużyny Bardocka ze względu na włosy. Oryginalnie nazwany „Saiyanem” w anime i „Saiyanem iluzji” w Daizenshuu http://www.daizex.com/general/ask/index.shtml, saiyan dostał imię Onion („Onion” to po angielsku Cebula) w grze na famicoma – DBZ Kyoushuu Saiyajin
Seiyū: Daisuke Gōri

### Panbukin
Panbukin (jap. パンブキン Panbukin) – średniego wzrostu tęgi Saiyanin. Należał do zespołu Bardocka i tak jak inni jego towarzysze zginął z rąk ludzi Dodori.
Seiyū: Takeshi Watabe

### Paragas
Paragas (jap. パラガス Paragas) – ojciec Legendarnego Super Saiyanina Brolly’ego. Był on wojownikiem niskiej klasy i wiernie służył Królowi Vegecie. Gdy dowiedział się o tym, że jego syn za swoją niesamowitą siłę ma zostać uśmiercony sprzeciwił się władcy. Przeżył on wybuch planety Vegeta dzięki mocy syna, który stworzył barierę KI umożliwiającą przetrwać im obu w próżni.
Seiyū: Iemasa Kayumi

### Raditz
Raditz (jap. ラディッツ Radittsu; pol. Radim) – jest starszym bratem Goku i synem Bardocka przyleciał na Ziemię, aby sprawdzić czy Son Gokū wykonał misję, którą było podbicie tej planety i zabrać go do pomocy przy podbiciu planety dla szefa. Raditz nosi czarno-brązową zbroję i zielony Scouter. Ma długie czarne włosy.
Seiyū: Shigeru Chiba (japoński), Zbigniew Dziduch (polski)

### Son Gohan
Son Gohan (jap. 孫 悟飯 Son Gohan; pol. Son Gokan) – to Półsaiyanin, starszy i silniejszy syn głównego bohatera mangi i anime Dragon Ball i Chichi. Początkowo strachliwy malec, dorasta i mężnieje pod opieką Piccolo, Kulilina, a potem wraca do ojca. Ożenił się z Videl. Mimo że mógł zostać wielkim wojownikiem, wybrał drogę naukowca.
Gohan jest niezwykle utalentowanym dzieckiem. Jego najpotężniejszą techniką jest Bakuretsu Ranma. Świetnie posługuje się Renzoku Energy Dan. Najskuteczniejsza w jego wykonaniu jest fala uderzeniowa Kamehame-Ha. Gdy Gohan się wścieka, jego moc wzrasta wielokrotnie i staje się prawdziwym zagrożeniem dla przeciwnika.
Osiągnięte poziomy:
- SSJ
- Full Power SSJ
- SSJ2
- Ultimate Gohan
- Beast Gohan

Seiyū: Masako Nozawa (japoński), Krzysztof Plewako-Szczerbiński (DBZ: Fuzja i Atak smoka), Karol Gajos (Dragon Ball Super), Oskar Stencel (Dragon Ball Z Kai) (polski)

### Son Gohan z przyszłości
Future Son Gohan (jap. 未来の孫 悟飯 Mirai no Son Gohan; pol. Songokan z przyszłości) – przyszła wersja Gohana w świecie gdzie Androidy 17 i 18 terroryzowały Ziemię, z racji tego że jego ojciec umarł przed narodzinami Gotena, Gohan jest jedynym dzieckiem Goku i Chi-Chi. Trenuje Trunksa żeby ten pokonał kiedyś androidy.
Jest pewna różnica w mandze i anime. W mandze Gohan mówi Trunksowi że chciałby być tak samo silny jak Goku za życia, ale to nie taka prosta sprawa (co tłumaczy, że ta wersja Gohana jest słabsza od Goku jak ten powrócił z planety Yardrat), Gohan w mandze został zabity przez Androida 17 (samego momentu jego zabójstwa nie widać), w anime natomiast walczy z androidami na równi, a przed walką zjada duże porcje jedzenia jak każdy saiyan (W mandze także Gohan jest pokazany bez jednej ręki i z bliznami na lewym oku, w anime jest na początku pokazany z dwoma rękoma i bez blizn), ta wersja Gohan ginie przez pociski KI #17 i #18 podczas deszczu.
Należy wspomnieć, że Trunks jest SSJ podczas treningu z Gohanem, w anime Trunks osiąga poziom SSJ jak znajduje zwłoki Gohana
Wedle Dragon Ball Super jego dusza zostaje zniszczona przez Future Zeno
Osiągnięte poziomy:
- SSJ

Seiyū: Masako Nozawa

### Son Gokū (Songo)/Kakarotto
Przydomek Goku
Osiągnięte poziomy:
- FSSJ
- SSJ
- Full Power SSJ
- SSJ2
- SSJ3
- SSJ God
- SSJ4 (w serii GT)
- SSGSS (w 15 filmie kinowym)
- SSBlue
- Ultra Instinct

Seiyū: Masako Nozawa (japoński), Krzysztof Banaszyk (DBZ: Fuzja i Atak smoka), Sebastian Perdek (Dragon Ball Super, Dragon Ball Z Kai) (polski)

### Son Goten
Son Goten (jap. 孫 悟天 Son Goten) – jest Półsaiyaninem, młodszym synem Son Gokū i Chichi. Ma starszego brata, Gohana. Jako dziecko był bardzo podobny do swojego ojca. Podobieństwo to zanikało w miarę jak Goten dorastał. Poznał swojego ojca dopiero w wieku siedmiu lat, ponieważ Gokū 7 miesięcy przed urodzeniem drugiego syna umarł i ok. 8 lat przebywał w zaświatach. Dla Goku wieść o tym, że ma drugiego syna była wielkim zaskoczeniem. Gdy Goten miał siedem lat nauczył się transformacji w SSJ. Jego najlepszym przyjacielem jest Trunks, z nim też walczy w finałach w sekcji młodzików 25 TB.
Techniki Gotena:
- Kamehame-Ha
- Charge – jest to przemyślane zmuszenie przeciwnika do uniku by potem uderzyć go głową od tyłu
- Bros. Kamehameha – jest to wiązka energii którą Goten wraz z Gohanem wystrzeliwują w tym samym czasie i w to samo miejsce a energia łączy się co tworzy potężną technikę

Osiągnięte poziomy:
- SSJ
- Full Power SSJ

Seiyū: Masako Nozawa (japoński), Katarzyna Tatarak (DBZ: Fuzja i Atak smoka), Krzysztof Rogucki (Dragon Ball Super) (polski)

### Son Gokū Junior
Son Gokū Junior, Goku jr. (jap. 孫 悟飯 年下 Son Gokū Junia) – wnuk Pan i praprawnuk Goku. Bardzo podobny do prapradziadka (przodka). Był trenowany w sztukach walki przez babcię i kolegę Packa. Odbył on podróż do domu przodka w celu odnalezienia czterogwiezdnej kuli, która miała uzdrowić chorą Pan.
Występuje tylko w ostatnim odcinku Dragon Ball GT oraz w filmie kinowym „History of Goku Jr.” Dzięki swojej babci Pan, Goku jr. przechodzi na poziom SSJ. Na Turnieju Sztuk Walki spotyka Vegetę jr. Dzieci walczą ze sobą, a później zaprzyjaźniają się.
Osiągnięte poziomy:
- SSJ

Seiyū: Masako Nozawa

### Tarble
Tarble (jap. ターブル Tāburu) – jest to jeden z ostatnich przedstawicieli rasy Saiyan, książę planety Vegeta, młodszy brat Vegety. Jako dziecko gdy jego ojciec Vegeta stwierdził iż nie jest on zdolny do walki by uchronić go przed Freezerem (bowiem eliminował on słabych i niezdolnych do walki) i by uniknąć hańby wysłał Tarbla na odległą planetę (bliżej nieznaną). Po wielu latach spokoju tę planetę zaatakowali dwaj bracia generałowie służący Freezerowi Avo i Cado. Nie chcąc dopuścić do zagłady planety, Tarble wraz z żoną Gure wyruszyli w podróż kosmiczną na Ziemię, aby prosić Vegetę o pomoc w walce z najeźdźcami.
Seiyū: Masakazu Morita

### Toma
Toma (jap. トマ Toma) – najlepszy przyjaciel Bardocka i kolejny wojownik należący do jego zespołu. Wskutek odniesionych ran w walce z Dodorią, skonał na rękach przyjaciela.
Seiyū: Kazuyuki Sokabe

### Toteppo
Toteppo (jap. ジャガイモ Toteppo) – wysoki, dobrze zbudowany Saiyanin o jajowatej głowie. Ostatni z zespołu Bardocka. Jak każdy Saiyanin uwielbiał jeść, z tym że jadł o wiele więcej niż inni. Zawsze gdy go pokazywano poza walką miał coś w ustach.
Seiyū: Kozo Shioya

### Trunks
Trunks (jap. トランクス Torankusu; pol. Tronk) – jeden z głównych bohaterów Dragon Balla, syn Bulmy i Vegety. Ma niebieskie oczy i fioletowe włosy. Urodził się rok przed pojawieniem się Cella. Od najmłodszych lat był trenowany przez ojca na najlepszego wojownika. W wieku 8 lat opanował umiejętność przemiany w SSJ. Pod okiem Gokū i Piccolo nauczył się wraz z Son Gotenem Tańca Fuzji, dzięki któremu mógł stworzyć postać Gotenksa.
Osiągnięte poziomy:
- SSJ
- Full Power SSJ

Seiyū: Takeshi Kusao (japoński), Jonasz Tołopiło (DBZ: Fuzja i Atak smoka), Maksymilian Michasiów (Dragon Ball Super) (polski)

### Trunks z przyszłości
Future Trunks (jap. 未来のトランクス Mirai no Torankusu; pol. Tronk z przyszłości) – dzięki wynalazkowi swojej matki Bulmy, 17-letni chłopak wyrusza w przeszłość, by powstrzymać cyborgi przed zabiciem elity ziemskich wojowników. Potrafi przemienić się w SSJ i USSJ (Ultra Super Saiyanin). Po pokonaniu Cella wraca do swojej czasoprzestrzeni, gdzie rozprawia się z tamtejszymi tyranami.
Trunks Mirai opracował wiele oryginalnych technik. Burning Attack polega na wykonaniu przez wojownika specjalnych gestów i wystrzeleniu kuli energi KI. Kolejną techniką jest Finishing Buster, lecz pojawia się ona tylko w grach DBZ. Technikę tę wykonuje poprzez podniesienie rąk do góry i wystrzeleniu kuli energii z wielkim zamachem w stronę przeciwnika. Najskuteczniejszą techniką Trunksa jest Heat Dome Attack. Polega ona na podniesieniu rąk w stronę przeciwnika i wystrzeleniu ognistej komety o niewiarygodnej szybkości i sile.
Osiągnięte poziomy:
- SSJ
- ASSJ
- USSJ
- SSJ 2

Seiyū: Takeshi Kusao (japoński), Maksymilan Michasiów (Dragon Ball Super) (polski)

### Tullece
Jeden z Saiyan ocalałych z zagłady planety Vegeta. Jak każdy przedstawiciel swojego rodu może zmieniać się w Ōzaru. Tullece wygląda prawie identycznie jak Son Gokū i Bardock. Od Bardocka wiele się nie różni, nosi inny kolor zbroi i Scoutera, ma szramę w innym miejscu i różowawy kolor skóry. Wieczny awanturnik poszukujący mocy. Pojawia się on tylko raz w 3 filmie kinowym „Drzewo mocy”. Fani robią z niego wuja Goku lub też brata, lecz oficjalnie źródła mówią, że nie są braćmi.
Jego imię jest anagramem słowa sałata.
Seiyū: Masako Nozawa

### Vegeta
Osiągnięte poziomy:
- Ozaru
- SSJ
- ASSJ
- USSJ
- SSJ2
- SSJ4 (w Dragon Ball GT)
- SSGSS (w 15 filmie kinowym)

Seiyū: Ryo Horikawa (japoński), Borys Szyc (DBZ: Fuzja i Atak smoka), Kamil Pruban (Dragon Ball Super, Dragon Ball Z Kai) (polski)

### Vegeta Junior
Vegeta Jr. (jap. ベジータ 年下 Bejīta Junia) – jest synem Bulmy Jr i praprawnukiem Vegety. Potrafił transformować się w Super Saiyanina.
Seiyū: Ryo Horikawa

## Fuzje Saiyan
Fuzje to transformacje Saiyan, których ci mogą dokonywać po sprostaniu ciężkim zadaniom. Ma ona miejsce gdy dwie postacie łącząc się tworzą jedną nową i potężniejszą osobę, która łączy ich cechy, albo dodają moc jednej z postaci. Z reguły fuzji dokonuje się poprzez taniec fusion, rzadziej przy użyciu kolczyków Potara. Mogą trwać jedynie przez określony czas albo być wieczne.

### Gogeta
Gogeta (jap. ゴジータ Gojīta) – postać ta powstała w wyniku scalenia Son Goku i Vegety przy użyciu techniki Taniec Fuzji. Imię tego wojownika pochodzi z fragmentów imion „części składowych”, z których powstał, a mianowicie Goku i Vegeta. Gogeta osiągnął poziomy SSJ (w filmie 12 DBZ) i SSJ4 (w serii GT). Gogeta jako SSJ4 miał czerwone włosy. Gdy scalają się dwaj wojownicy SSJ4 moc jest zbyt wielka i scalenie trwa tylko 10 minut zamiast 30.
Osiągnięte poziomy:
- SSJ
- SSJ4 (w serii GT)
- SSB (w filmie DBS)

Seiyū: Masako Nozawa i Ryo Horikawa (japoński), Krzysztof Banaszyk i Borys Szyc (polski)

### Gotenks
Gotenks (jap. ゴテンクス Gotenkusu; pol. Gotronk) – postać fuzyjna (powstała ze scalenia Gotena i Truksa za pomocą Tańca Fuzyjnego). W serialu występuje jedynie w DBZ podczas Sagi Majin Buu, natomiast w filmach kinowych pojawia się kilka razy np. w #12. Ma fioletowe włosy po bokach głowy i czarne na środku.
Osiągnięte poziomy:
- SSJ
- SSJ3

Seiyū: Masako Nozawa i Takeshi Kusao (japoński), Katarzyna Tatarak i Jonasz Tołopiło (Dragon Ball Z: Fuzja), Krzysztof Rogucki i Maksymilian Michasiów (Dragon Ball Super) (polski)

### Vegetto
Vegetto (jap. ベジット Bejitto; pol. Vego (lektor RTL 7/TVN 7), Vegerot (Dubbing Dragon Ball Super)) – scalenie Son Gokū i Vegety przy pomocy Pottara Earrings (kolczyków Pottara). Vegetto powstał, gdy demon Majin Buu terroryzował Ziemię. Imię tego wojownika pochodzi z fragmentów imion wojowników z których powstał a mianowicie Vegeta Kakarotto (Son Gokū).
Vegetto odziedziczył większość cech fizycznych po Gokū – jest jego wzrostu, ma podobną twarz, czarne oczy. Fryzura składa się z dwóch części – „wysokiej i długiej” podobnie jak u Vegety i opadającego kosmyka na kształt podobny do litery „V”. Jego strój to pomarańczowy podkoszulek, granatowa koszulka, granatowe spodnie, białe buty i białe rękawice. Ma więcej cech charakteru Vegety, więc kpił sobie z przeciwnika. Fuzja ta miała trwać wiecznie, jednak w żołądku Buu doszło do oddzielenia się wojowników od siebie.
Osiągnięte poziomy:
- SSJ
- SSJ2
- SSGSS (SSJ Blue)

Seiyū: Masako Nozawa i Ryo Horikawa (japoński), Sebastian Perdek i Kamil Pruban (polski)

### Gotan
Gotan – Scalenie Goku i Mr. Satana dokonane przez kolczyki potara. Właściwie Gotan pojawia się tylko w wyobraźni Goku, Goku tłumaczy, że fuzja z Satanem nic nie da (np. gdyby jego moc wynosiła by 1000, wzrosła tylko o 1). Mimo tego był gotów scalić się z Markiem (niż Dendim), aż wyczuł KI Vegety
Cechy szczególne: wzrost i twarz Goku. Włosy, owłosienie i wąsy Marka
Gotan został nazwany na karcie kolekcjonerskiej oraz w grze na PlayStation 2 – Dragon Ball Z: Budokai 2, gdzie jest grywalną fuzją
Seiyū: Daisuke Gouri i Masako Nozawa

## Ziemianie

### Bulma
Bulma (jap. ブルマ Buruma) – dziewczyna o turkusowych włosach i wielkich niebieskich oczach, początkowo jedna z głównych postaci serii z czasem coraz bardziej poboczna. Najczęściej z wszystkich bohaterów DB zmienia fryzury i ubrania. Jest wybuchowa i zrobi wszystko, by dostać to czego chce. Z czasem wyrasta na genialnego inżyniera i eksperta technicznego, pozostając przy tym kokieteryjną, świadomą swej urody pięknością. Zakochuje się w Vegecie, wychodzi za niego za mąż i rodzi mu syna Trunksa i córkę Brę. Bardzo kocha swojego męża i pomaga mu przemienić się w DB GT w SSJ4 za pomocą specjalnego urządzenia, ponieważ Vegeta nie ma ogona.
Należy wspomnieć, że podczas jej wyprawy na namek, ona w bieliźnie jest nawiązaniem do "stroju" Ellen Ripley z serii obcy https://twitter.com/kanzenshuu/status/1254542101682978819
Seiyū: Hiromi Tsuru (1987-2017), Aya Hisakawa (2018-obecnie) (japoński), Agnieszka Kunikowska (Dragon Ball Z: Atak Smoka), Agnieszka Fajlhauer (Dragon Ball Super, Dragon Ball Z Kai) (polski)

### Bish
Bish – Młody chłopiec który mieszka w wiosce którą atakuje Liu Xing Long, z racji że ona „dostarcza” do ich wioski ryby, ojciec Bisha ma ciągle problem z piciem, dopiero kiedy Goku, Pan i Gill przybywają żeby pokonać smoka, ojciec Bisha zaczyna na nowo zajmować się synem
Bish następnie prosi Pan żeby nauczyła go techniki lewitacji
Jego imię jest anagramem słowa ryba

### Bora
Bora – Indianin pilnujący świętej Ziemi Karina, ojciec Upy. Chronił ziemię przed armią czerwonej wstęgi, ale został zabity przez Tao Pai Paia, jest pierwszą osobą w DB która została wskrzeszona, pojawia się później w sadze Piccolo, żeby pomóc Goku dostać się do wieży Karina
W mandze pojawia się potem żeby oddać swoją energię dla Goku (wraz z Upą)
W anime, pojawia się jeszcze w saiyan sadze i w serii GT kiedy Goku teleportuje wszystkich z Ziemi
Seiyū: Banjō Ginga (Oryginalnie), Hisao Egawa (DBZ odcinek 285, DBK)

### Chiaotzu
Chiaotzu (jap. 餃子 Chaozu; pol. Jiaozi, Kaoz) – kolejny Wojownik Z, mistrz telepatii, najlepszy przyjaciel Tenshinhana. Ma bardzo jasną wręcz bladą karnację. Trenował u Wielkiego Kaio Strefy Północnej razem z Tenshinhanem, Yamchą i Piccolo. Seiyū: Hiroko Emori
Seiyū: Hiroko Emori (japoński), Marta Czarkowska (polski)

### Chichi
Chichi (jap. チチ Chichi; pol. Cziczi) – w japońskiej wersji anime jako aktorki głosowe tej postaci występowały Mayumi Sho oraz Naoko Watanabe. Ma ciemne włosy i oczy (choć na jednej okładce rozdziału mangi, jej włosy są koloru niebieskiego), w uszach nosi czerwone kolczyki, a na nadgarstkach czerwone bransoletki. Zazwyczaj ma na sobie fioletową sukienkę na biodrach jest przepasana jasno pomarańczowym pasem, taki sam kolor ma jej chusta, która spoczywa na jej barkach i jest zawiązana na supeł. Jest bardzo energiczną, miłą i wybuchową kobietą, zarazem jest bardzo mądra, ambitna i nadopiekuńcza. Jest żoną Son Gokū, który mimo iż jest najpotężniejszy we wszechświecie, boi się jej.
Jako mała dziewczynka Chi-Chi nosiła Bikini Zbroję i hełm z ostrzem do obrony, zapewne nie nosiła tego stroju na 23TB bo regulamin zabrania używania ochraniaczy podczas walki
Wbrew pozorom, jej imię pochodzi od mleka, gdyż wg Toriyamy, dał jej imię zbliżone do imienia jej ojca (który ma imię zbliżone do bydła, mimo tego jej imię „Chi-Chi” zostało „ocenzurowane” w hiszpańskich krajach Ameryki Łacińskiej jako „milk”
Seiyū: Naoko Watanabe (japoński), Agata Gawrońska-Bauman (Dragon Ball Z: Fuzja), Dorota Furtak-Masica (Dragon Ball Super, Dragon Ball Z Kai) (polski)

### Dziadek Son Gohan
Son Gohan (jap. 孫 悟飯 祖父 Son Gohan no jii-chan; pol. Dziadek Son Gokan) – przybrany dziadek Gokū, zaopiekował się nim kiedy znalazł go jako niemowlę w dżungli. Trenował z Gyū Maō u Żółwiego Pustelnika i był jego najsilniejszym uczniem (ze starego pokolenia). Zginął stratowany przez Gokū przemienionego w Oozaru w czasie pełni księżyca. Przez wiele lat Goku myślał, że 4 gwiezdna smocza kula co otrzymał od dziadka zawiera jego dusze. Pojawia się jako ostatni zawodnik Baby Guli z maską białego lisa na głowie, żeby Goku dał wszystko co ma podczas tej walki, po usunięciu ogona Goku, Son Gohan się poddał i odsłonił swoją twarz. Upa sugerował żeby wskrzesili Gohana zamiast jego ojca, ale starszy człowiek ujął, że w zaświatach ma towarzystwo „jędrnych dziewczyn”, co się bardzo spodobało jego mistrzowi (Yamcha wtedy powiedział, że to dlatego jest uczniem numerem 1 starego mistrza)
Pojawia się potem w fillerowej sadze Dragon Ball, gdzie pomaga Annin w palenisku i jest jej pomocnikiem
Goku później go wspomina w fillerach. Według odcinka 288, Son Gohan I był wymagającym, ale kochającym człowiekiem
Seiyū: Osamu Saka (Oryginalnie), Kinpei Azusa (Bardock special), Jōji Yanami (DBZ 288), Shigeru Chiba (Dragon Ball Z Kai) (japoński), Krzysztof Nowik (polski)

### Gyū Maō
Gyū Maō (jap. 牛魔王 Gyūmaō; pol. Byczy Lucyfer, Szatanus) – Jest to człowiek masywny i wysoki. Niegdyś mieszkał na górze Frypan wraz ze swoją córką Chichi i był postrachem okolicy. Jest uczniem Żółwiego Pustelnika i rywalem Dziadka Gohana, kochającym ojcem, teściem, a po kilku latach dziadkiem i pradziadkiem.
Seiyū: Daisuke Gori (japoński), Krzysztof Nowik (polski)

### Kulilin
Kulilin (jap. クリリン Kuririn; pol. Krilan) – jeden z Wojowników Z. Przyjaciel Son Gokū. Przez długi czas łysy klasztorny mnich poniżany przez braci świątynnych. Ożenił się z Androidem #18 i miał z nią córkę Marron.
Seiyū: Mayumi Tanaka (japoński), Jacek Braciak (Dragon Ball Z: Atak smoka), Grzegorz Borowski (Dragon Ball Super, Dragon Ball Z Kai) (polski)

### Mai
Mai – podwładna Pilafa, razem z Shu. Mimo bycia „złym”, Mai jest niekompetentna i ślepo służy swojemu panu, zostaje albo zabita przez Super Buu albo kiedy Kid Buu zniszczył Ziemię, a z racji że nie była prawdziwie zła, została wskrzeszona
W serii Dragon Ball Super podkochuje się w Trunksie z przyszłości
W serii Dragon Ball GT jako stara kobieta ona i jej spółka wybierają się do boskiego pałacu i przez przypadek sprawiają, że Goku staje się dzieckiem, potem się pojawia kiedy Goku teleportuje wszystkich na nową planetę Plant, pojawia się także w retrospekcji kiedy Oolong życzy sobie majteczek co sprawia, że Liu Xing Long (i Pan) się wstydzi
W filmie Dragonball: Ewolucja Mai jest już zła do szpiku kości i służy Piccolo Daimaou, może także zmieniać swoją formę
Seiyū: Eiko Yamada (japoński), Agnieszka Pawełkiewicz (polski)

### Maron
Maron (jap. マロン Maron; pol. Marlena) – przez kilka odcinków Maron była dziewczyną Kulilina. Jest mało inteligentna, kokieteryjna. Jej imię pochodzi od francuskiego słowa „maron”, oznaczającego kasztan. Mimo że była w związku z Kulilinem spotykała się jednocześnie z innymi mężczyznami.
W Dragon Ball Super Lazuli wścieka się jak jej brat przekręci imię jej córki i nazwie ją „Maron” zapewne nawiązanie do ex Kurilina
seiyū: Yuko Kobayashi

### Marron
Marron (jap. マーロン Māron; pol. Marlena) – córka Kulilina i Androida #18. Ma czarne oczy (niebieskie w DB GT) i blond włosy związane czerwonymi kokardami w dwa kucyki. Jest krzykliwa, piękna i kocha zakupy. Tak jak wyżej wspomniana Maron posiada imię pochodzące od francuskiego słowa „maron”.
Pod koniec serii Z i w GT Marron rośnie nos
Seiyū: Tomiko Suzuki (japoński), Agnieszka Wiśniewska (polski)

### Miguel
Miguel jest żoną Marka i matką Videl, umarła przed wydarzeniami Buu sagi. Wedle „DBZ Son Gokū Densetsu”, Miguel posiadała urodę którą Videl odziedziczyła po niej, jej charakter jest niestety nie znany (gdyż Videl i Mr. Satan mają dobre charaktery, mimo diabolicznych imion)

### Mister Satan
Mr. Satan (jap. ミスター・サタン Misutā Satan; pol. Herkules, Pan Szatan) – drugoplanowa postać, debiutuje na turnieju Cella. Osiągnął poziom mocy przewyższający potencjalne możliwości człowieka, co przy pomocy małego kłamstwa pozwoliło mu stać się mistrzem świata. Satan jest postacią bardzo kontrowersyjną. Po Cell Game (turnieju Komórczaka) „kradnie” Gohanowi tytuł pogromcy Cella i zostaje okrzyknięty bohaterem Ziemi. Ma pieska o imieniu Bee, jest bliskim przyjacielem Buu. Ojciec Videl, teść Gohana, dziadek Pan. Jest też jedyną postacią ludzką, która w Dragon Ballu nigdy nie umarła, dopóki Freeza nie zniszczył Ziemi
Wedle SEG, Mr. Satan ma na imię Mark (Pisane Maaku od „Akuma” – Diabeł) a „Satan” to jedynie jego pseudonim, a nie nazwisko, jest także potwierdzone że miał styczność z Tao Pai Pai i obrażał jego wygląd
Seiyū: Daisuke Gōri (japoński), Robert Tondera (Dragon Ball Z: Fuzja), Jakub Wieczorek (Dragon Ball Super) (polski)

### Mutaito
Mutaito – żyjący wieki temu wielki mistrz sztuk walki. Był on pierwszym nauczycielem Kamesennina i Tsurusennina. Jego szkoła znajdowała się na wyspie Papaya. Mutaito był pierwszy człowiekiem w historii, który opanował technikę skupienia swojej wewnętrznej energii KI. Szkoła Mutaito w pełni rozkwitu została absolutnie zniszczona, a jej uczniowie zamordowani przez sługusy Piccolo Daimaō. Mutaito ratuje Kamesennina i Tsurusennina przed Nameczaninem i toczy z nim walkę, którą przegrywa. Po ozdrowieniu wyrusza w daleką podróż, aby znaleźć sposób na pokonanie Piccolo Daimaō. Ostatecznie odnajduje Kamesennina i toczy walkę z wrogiem. Stosuje wtedy technikę Mafuba i zamyka szatana w hermetycznym pojemniku. Po zastosowaniu tej techniki Mutaito umiera. Podczas treningu Son Goku u Kamiego, chłopak przenosi się w czasie by poznać Mutaito i nauczyć się od niego techniki skupiania wewnętrznej energii KI.
Podczas wkrzeszania ofiar Piccola, Mutaito mógłybyć wkrzeszony (mimo iż jego ciało zapewne już uległo rozkładowi), ale brak danych na ten temat. (zasada 1 roku dotyczy tylko wielu ofiar i była dana dopiero w Dragon Ball Z)
seiyū: Kenji Utsumi

### Muten Roshi
Muten Roshi (jap. むてんろうし (亀仙人) Muten Roshi (Kame Sennin); pol. Boski Miszcz, Genialny Żółw) – ponad trzystuletni mędrzec, mistrz sztuk walki (szczególnie Kung-fu), zamieszkujący razem z Oolongiem oraz Morskim Żółwiem Żółwią Chatę. Młodszy brat Uranai Baby. Poza mistrzostwem sztuk walki znany z wielkiej mądrości, ale także zamiłowania do gazet o erotycznej treści. Trener takich wojowników jak Son Gokū, Kulilin, Yamcha, Tenshinhan, Chiaotzu. Był najlepszym uczniem Mutaito – człowieka, który jako pierwszy opanował energię KI. Roshi był pierwszym człowiekiem, który wspiął się na świętą wieżę Karin, aby trenować u Wielkiego Karina – Mistrza Mistrzów i wypić jego świętą wodę. Jest też twórcą techniki Kamehame-Ha – najsławniejszego ataku w Dragon Ballu.
Seiyū: Kôhei Miyauchi, Masahuru Sato (Film 13-15, DBK, DBS), Hiroshi Masuoka (japoński), Mirosław Wieprzewski (polski)

### Palace
Palace – Dziewczyna Gotena z Dragon Ball GT, Palace z zachowania przypomina Maron, ma długie brązowe włosy, piękna, miła, ale niezbyt intelektualna, potrzebuje do lodów łyżki i nie wie co to Hamburger, pojawia się po raz pierwszy kiedy Baby przybywa na Ziemię, uważa, że Goten jako SSJ1 wygląda bosko. Zapewne potem stała się jedną z ofiar Baby’ego, pojawia się potem w sadze Super 17.
Jej imię pisane jest różnie (np. Valese jak w amerykańskim dubbingu), ale jej imię znaczy Palace (Pałac) ze względu na jej zachowanie, należy także wspomnieć, że japońskie słowo „palace” wymawiane jest jako Goten http://www.kanzenshuu.com/forum/viewtopic.php?f=7&t=12853

### Pansy
Pansy (jap. パンジ Panji) – dziewczynka z legendy of Shenlongu bazowana na Sno, Pansy spotyka Goku i Bulmę którym mówi że ich kraj jest opanowany przez potwora – Gurumesa
Mimo że jej imię zostało nazwane od kwiatów, Pansy zwie się „Penny” w amerykańskim dubbingu filmu wydanym w 1995 roku, zapewne tłumacze nie chcieli amerykańskim dzieciom dać skojarzenia że to nawiązanie do innego znaczenia angielskiego słowa „pansy”.
seiyū: Tomiko Suzuki

### Pigero
Pigero – Sierota którego Gohan poznaje po ucieczce od Piccola, występuje tylko w anime. Pigero jest liderem grupy sierot którzy buntują się przeciw dorosłym, ostatecznie jednak kiedy dorośli przybywają, pozwala dorosłym zabrać dzieci, a Gohan odwozi do Góry Paozu żeby spotkał się z matką
Seiyū: Takeshi Kusao

### Profesor Brief
Prof. Brief (jap. ブリーフ博士 Burīfu Hakase) – ekscentryczny naukowiec, prezes firmy Capsule Corporation. Wynalazł technologię, dzięki której dowolny obiekt można zamknąć w małej kapsule, bez trudu mieszczącej się w kieszeni. Skonstruował statek kosmiczny, dzięki któremu Gokū mógł dotrzeć na Namek. Profesor mieszka z żoną – panią Brief i córką Bulmą w ogromnym domu, w którym mieści się także jego laboratorium i główna siedziba jego przedsiębiorstwa. Pasją profesora jest hodowla zwierząt, których różne gatunki trzyma w ogrodzie. Jego ulubieńcem jest mały czarny kot Tama, którego (zawsze) nosi na ramieniu. On i jego żona tak bardzo kochają swoje zwierzaki, że nawet zbliżająca się zagłada miasta nie jest w stanie zmusić ich do porzucenia pupili.
Seiyū: Jōji Yanami (japoński), Wojciech Żołądkowicz (polski)

### Sno
Sno (jap. スノ Suno) – mała rudowłosa dziewczynka mieszkająca w śniegowej krainie (stąd jej imię – SNOw), Sno mieszka z rodzicami i Ósemkiem (Należy wspomnieć, że Sno nie występuje w filmie o DB wydanym w roku 1996, nazwanym w USA „Path of power” gdzie występuje Ósemek i armia czerwonej wstęgi). Znajduje zimnego Goku i karmi go, a potem daje mu ubrania żeby pokonał wieżę muskułów
Sno pojawia się potem w sadze Piccolo, próbując dać królowi Ziemi kwiaty i potem pomagając rannym
Na końcu widzimy ją (już jako dorosłą) jak oddaje energie dla Goku do Genki Damy
W serii DBGT, występuje kiedy Goku teleportuje wszystkich na nową Plant
Występuje także w animacji pomocniczej do szkół, gdzie uczy przechodzenia przez jezdnie
Ciekawostka jest taka że Sno nie miała imienia w mandze aż do Buu sagi, Toriyama natomiast dał jej imię dla Toei do anime i potem zapamiętał jej imię kiedy robił ów Buu sagę
seiyū: Naoko Watanabe (dziecko)

### Tao Pai Pai
Tao Pai Pai (jap. 桃白白 dosł. Brzoskwinia-Biały-Biały) lub inaczej Kryminator – jedna z postaci w Dragon Ball. Tao Pai Pai jest młodszym bratem Tsurusennina (Genialnego Kruka). Pracował jako płatny morderca. Wynajęty przez Red Ribbon walczył z Son Goku i wygrał. Jednak po treningu na wieży Karin, Son Goku pokonał go, do pewnego czasu sądząc, że go zabił. Stawia się on na 23. Turnieju Sztuk Walki Tenkaichi Budokai jako w większości robot, pokonując Chiaotzu. Ostatecznie przegrał w ćwierćfinale z Tenshinhanem, mimo iż oszukał, bo użył broni.
Występuje także w fillerach DBZ, ale tam jego rola jest łagodniejsza, więc nie chce kłopotów związanych z bólem. Więc kiedy dowiedział się, że Gohan to syn Goku uciekł a kiedy zobaczył SSJ Goku dał mu „puzzle” i potem dał w nogę. Zginął najprawdopodobniej kiedy Buu zniszczył Ziemię, a skoro był zły nie wrócił do życia kiedy Muuri wskrzeszał zmarłych.

### Tenshinhan
Tenshinhan (jap. 天津飯 Tenshinhan; pol. Ten Shinhan, Tenszin) – kolejny Wojownik Z. Jest wysoki i dobrze zbudowany, ma łysą głowę. Jego charakterystyczną cechą jest trzecie oko. Posiada dużą moc mentalną. Jest wynalazcą technik Taiyo-Ken i Kiko-Ho (Działo Qi-Gong). Był uczniem Żurawiego Pustelnika, a później Żółwiego Pustelnika. Najbliższy przyjaciel Chiaotzu.
Seiyū: Hirotaka Suzuoki (1987-2006), Hikaru Namikawa (2006-obecnie) (japoński), Tomasz Śliwiński (polski)

### Uranai Baba
Uranai Baba (jap. 占いババ Uranai Baba; pol. Baba Gula) – jest staruszką żyjącą w swoim pałacu. Zajmuje się wróżbiarstwem i przenoszeniem zmarłych do świata żywych za specjalnym pozwoleniem Yamy. Jest starszą siostrą Kame Sennina (genialnego żółwia). Nie ma pytania na które nie umiałaby odpowiedzieć. Za jej usługi wróżbiarskie trzeba zapłacić 10 mln zeni. Jeżeli nie ma się tej sumy pieniędzy można podjąć się walki z pięcioma coraz to lepszymi zawodnikami. Walki są pojedyncze, cztery z nich na ringu, a jedna z diabłem na moście pod którym znajduje się trucizna. Ma ona ciągłe kontakty z zaświatami oraz często je odwiedza, a swoje wróżby wykonuje za pomocą kryształowej kuli.
Seiyū: Junbei Takiguchi, Mayumi Tanaka (japoński), Miriam Aleksandrowicz (polski)

### Uub
Uub (jap. ウーブ Ūbu; pol. Ubub) – reinkarnacja zabitego przez Gokū Kid Buu. Kiedy demon został oficjalnie zniszczony Son poprosił Enmę Daio władcę zaświatów, aby powrócił on któregoś dnia na Ziemię jako wcielenie dobra, ponieważ chciał ponownie się z nim zmierzyć. Enma wysłuchał jego życzenia i odtworzył go w ciele dziecka o imieniu Uub.
W serii GT scala się z Buu tworząc Super Uuba (Majuub w amerykańskim dubbingu, i lektorze AXN Spin GT)
seiyū: Megumi Urawa (Dziecko) Atsushi Kitaichi (Nastolatek/GT)

### Yamcha
Yamcha (jap. ヤムチャ Yamucha; pol. Jamsza) – jeszcze jeden Wojownik Z, przez pewien czas postać pierwszoplanowa Dragon Ball. Były chłopak Bulmy. Na początku serii jest pustynnym rozbójnikiem bojącym się bliskiego kontaktu z dziewczynami, sceptycznie nastawionym do Son Gokū. Zawsze i wszędzie towarzyszy mu Puaru – mały, gadający i latający, niebieski kotopodobny stwór.
Yamcha ma 183 cm wzrostu i waży 68 kg.Ma długie czarne włosy. Na jego pierwszym ubraniu widnieje kanji 樂 (muzyka). Po rozpoczęciu nauk u Żółwiego Pustelnika zmienia ubranie na strój żółwiej szkoły ze znakiem 亀 (żółw). Na samym początku Yamcha walczy mieczem, później wybiera techniki walki wręcz. Jego główną techniką jest Rouga FūFū-Ken. Później poznaje specjalną technikę Mutena Roshi mianowicie Kamehameha. Jego własną i najsilniejszą techniką jest Sokidan.
Seiyū: Toru Furuya (japoński), Maksymilian Bogumił (polski)

### Żurawi Pustelnik
Żurawi Pustelnik (jap. 鶴仙人 Tsuru Sennin; pol. Genialny Kruk) – postać z serii Dragon Ball. Brat Tao Pai Paia. Jest zawsze ubrany w mistrzowski strój swojej szkoły, a na głowie ma czapkę przyozdobioną głową żurawia. Kiedyś był mistrzem Tenshinhana, Chaoza i Tao Pai Paia. W młodości był przyjacielem Mutten Roshiego (Kame Senina), z którym trenował u Mutaito. Ich przyjaźń skończyła się, gdyż Kame Senin i Gyoza rywalizowali ze sobą o bycie najlepszym uczniem Mutaito. Obaj podkochiwali się też w pięknej Fan-Fan
Gdy po kilku latach nastały złe czasy i Piccolo Daimao zaczął terroryzować Ziemian. Wielu śmiałków próbowało się mu przeciwstawić – wszyscy polegli. W końcu Mutaito wyzwał go na pojedynek – wtedy Gyoza, śmiertelnie przestraszony pomysłem mistrza, odszedł z jego szkoły. Po wielu latach Mutten Roshi i Gyoza spotkali się na Tenkaichi Budokai 22 (22. Światowych Mistrzostwach sztuk walki). Jako mistrz wystawił do walki swoich dwóch uczniów: Chaoza i Tenshinhana.
Techniki walki i zdolności: Dodonpa – technika polegająca na wystrzeleniu z dwóch palców (środkowego i wskazującego) ręki (u Kryminatora prawej) potężnej wiązki energii Ki. Pierwszy raz używa jej strzelając w Bulmę uciekającą z kulami w Filmie 3 (Dragon Ball Movie 3 – Makafushigi daibôken).

## Nameczanie

### Mega Piccolo
Piccolo (jap. ピッコロ メガ Cho Pikkoro; pol. Supernameczanin Serduszko) – potężny nameczański wojownik, ziemski Bóg i Piccolo Daimaō przed rozdzieleniem. Jako dziecko odesłany z rodzimej planety Namek z powodu gwałtownych globalnych zmian klimatycznych. Wylądował na Ziemi, w miejscu zwanym Krańcem Świata. Tam Piccolo spędził całe swoje dzieciństwo, czekając na przybycie „rodziców” (wśród Nameczan nie występuje podział płci, dlatego mają oni wyłącznie ojców). Po latach, nie doczekawszy się ich przybycia, Piccolo – już jako dorosły Nameczanin – opuścił statek służący mu za schronienie i wyruszył wśród Ziemian. Z czasem doszedł do wniosku, że Bóg Ziemi nie jest istotą wieczną, lecz śmiertelnikiem. Dotarł więc do Górnego Świata (zwyczajowej siedziby opiekunów Ziemi), z zamiarem zastąpienia ówczesnego Wszechmogącego (Boga). Ten jednak oświadczył Piccolo, że nie może on zostać nowym Bogiem Ziemi, póki nie pozbędzie się całego drzemiącego w nim zła. Piccolo rywalizował o boski tron z Garlikiem. Po wielu latach treningu wyrzucił z siebie całe zło, które ucieleśniło się jako Piccolo Daimaō, i stał się Nowym Wszechmogącym.
Seiyū: Takeshi Aono

### Piccolo Daimaō
Piccolo Daimaō (jap. ピッコロ大魔王 Pikkoro Daimaō; pol. Szatan Serduszko) – wysoki, zielonoskóry kosmita z planety Namek. Był złą połową Mega Piccolo. Chciał zawładnąć Ziemią. Tuż przed śmiercią wypluł jajo, z którego wykluł się jego syn i reinkarnacja, Piccolo Daimaō Junior.
Seiyū: Takeshi Aono

### Piccolo Daimaō Junior
Piccolo (jap. ピッコロ・ジュニア Pikkoro Daiamaō Jyunia; pol. Szatan Serduszko Junior) – najsilniejszy nameczanski wojownik. Jest integralną częścią Boga Ziemi. Na początku ucieleśnienie zła, później oswajając się ze światem go otaczającym przechodzi na stronę dobra. Zbliża się do pierworodnego Gokū i godzi się z tym że nigdy nie pokona Saiyanina. Był trenerem Gohana oraz Gotena i Trunksa.
Seiyū: Toshio Furukawa (japoński), Paweł Peterman (polski)

### Cymbal
Cymbal – Syn Piccolo Daimaou przypominający smoka (gdyż został stworzony do szukania smoczych kul), Cymbal natrafia na Yajirobe i Goku podczas szukania kul, zostaje zabity a później zjedzony przez Yajirobe. Najprawdopodobniej najsłabszy z diabelskiego rodu (nie licząc Piana)
Seiyū: Daisuke Gōri

### Dende
Dende (jap. デンデ Dende; pol. Dendi) – nowy ziemski Wszechmogący. Jako jeden z nielicznych nameczan przeżył atak Freezera na tę planetę, sprawił, że Shen Long spełnia dwa życzenia (poprzednio spełniał tylko jedno). Przyjaźni się z Kulilinem i Son Gohanem.
Seiyū: Tomiko Suzuki, Aya Hirano (od 2009) (japoński), Marta Czarkowska (polski)

### Drum
Drum (jap. ドラム Doramu; pol. Kociołek) – najsilniejszy syn Piccola (przed Piccolo juniorem), jest to gruby zmutowany nameczanin, którego odmłodzony Piccolo Daimaou zrodził do walki z Tenshinhanem. Drum porusza się bardzo szybko, stąd prawie go nie widać, mimo tego Goku z łatwością go pokonał, kopiąc go w głowę. Zwłoki Druma są potem zniszczone przez jego stwórcę
Seiyū: Daisuke Gōri

### Nail
Nail (jap. ネイル Neiru; pol. Najl) – najsilniejszy syn i obrońca Najstarszego Nameczanina, jego siła mierzona w jednostkach wynosiła 40 000. U kresu życia dał się wchłonąć Piccolo.
Seiyū: Katsuji Mori (japoński), Adam Bauman (polski)

### Kami-Sama
Bóg Ziemi (jap. 神様 Kami-Sama; pol. Wszechmogący) – Nameczanin, dobra połowa Mega Piccolo. Jest twórcą Smoczych Kul i Shen Longa.
Seiyū: Takeshi Aono (japoński), Mirosław Oczkoś (polski)

### Kattatsu
Kattatsu (pol. Slimek) – Ojciec Boga Ziemi i Piccolo Daimaou przed rozdzieleniem, wysyła syna kiedy planecie Namek groziła zagłada, miał przylecieć po niego, ale najprawdopodobniej zginął

### Saichōrō
Najstarszy (jap. グル Saichōrō; pol. Wódz Nameczan) – jeden z najstarszych przedstawicieli rasy Nameczan. Jedyny, który przeżył gwałtowną zmianę klimatu na swojej planecie. Opiekuje się on wszystkimi nameczanami. Był twórcą oryginalnych Smoczych Kul. Przed śmiercią wyznaczył Muuriego na swojego następcę.
Seiyū: Masaharu Satou (japoński), Tomasz Marzecki (polski)

### Muuri
Muuri (jap. ムーリ Mūri) – pierwsze dziecko Najstarszego. Przez długi czas jeden z nameczańskich chōrō (chōrō=starszy), po Sadze Freezera nowy przywódca Nameczan.
Seiyū: Kinpei Azusa

### Slug
Slug (jap. スラグ Suragu) – jeden z nielicznych nameczańskich wojowników, którzy przetrwali zmianę klimatyczną (Slug Przeniósł się wtedy na inną planetę). Pragnął zebrać ziemskie Smocze Kule, by odzyskać młodość, a wraz z nią również siłę. Pojawia się w 4 filmie kinowym DBZ.
Seiyū: Yûsaku Yara

## Kaio-shin
- Ro Dai Kaioshin
- Dai Kaioshin
- North Kaioshin
- West Kaioshin
- East Kaioshin
- South Kaioshin
- Kibito
- Kaiobito

## Kaio

### Dai Kaio
Najwyższy z Kaio pojawiający się tylko w anime (mimo iż Toriyama go designował), zwraca się do uczniów swoich „potomnych” z przyrostkiem „chan” (np. mówi o Goku, Goku-chan), zwycięzca turnieju miał pobierać u niego nauki, ale kiedy Goku wygrał, sam Dai Kaio ze strachu przed podopiecznym okłamał go że „oszukiwali”

### Północny Wielki Kaio
Kaio północnej galaktyki zamieszkujący małą planetę o 10-krotnym ciążeniu niż Ziemia, Goku u niego trenuje po zostaniu zabitym przez Piccolo w walce z Raditzem, Kaio lubi grę słów i nie trenuje nikogo co nie zna się na żartach, twórca Kaiokena i Genki Damy której sam nie używa. Kaio ginie kiedy Goku sprowadza Cella na jego planetę, w fillerze poza Bubblesem (jego uczniowie muszą go złapać) ma także Gregori’ego (jego uczniowie muszą go walnąć młotkiem), w serii Super czuje strach przed Beerusem.
Kaio często pojawia się w grach wideo jako niegrywalna postać w formie mentora, w Kyuoshuu Saiyajin, Legendzie o Super Saiyanie i Super legendzie Goku, jest za to przeciwnikiem Goku, Kaio po raz pierwszy pojawia się jako grywalna postać w grze na Nintendo DS – Dragon Ball Kai: Ultimate Butoden
Seiyū: Jōji Yanami (Do odcinka 11 Dragon Ball Super) Naoki Tatsuta (Od 12 odcinka DBS) (japoński), Andrzej Gawroński (Dragon Ball Z: Fuzja), Andrzej Arciszewski (Dragon Ball Super), Ryszard Jabłoński (Dragon Ball Z Kai) (polski)

### Południowy Wielki Kaio
Seiyū: Toku Nishio (japoński), Stefan Knothe (polski)

### Zachodni Wielki Kaio
Seiyū: Bin Shimada 

## Inne postacie z raju
- Komentator
- Annin
- Enma Daio
- Wielka Wężowa Księżniczka
- Gozu
- Mezu
- Przewoźnik dusz

## Changeling

### Freezer
Freezer (jap. フリーザ Furīza; pol. Frezer (Lektor RTL7/TVN7), Frieza (Lektor AXN Spin)) – Główny antagonista Dragon Ball, imperator galaktyczny, syn Cold Daio i młodszy brat Coolera. Jeden z największych przeciwników Son Gokū. Posiada zdolność transformacji.
Seiyū: Ryusei Nakao (japoński), Wojciech Paszkowski (Dragon Ball Z: Fuzja), Waldemar Barwiński (Dragon Ball Super, Dragon Ball Z Kai) (polski)
Forma 1Podstawowa forma Freezera. Jest w tej postaci niski, nosi Scouter (detektor), który określa poziom siły i lokalizuje przeciwnika. Ma dwa czarne rogi na głowie, dwa różowe paski na twarzy oraz fioletowy na końcu ogona. Jego środkiem lokomocji jest bardzo szybki, jajokształtny pojazd, dzięki któremu nie musi marnować energii na lot. Z pojazdu wychodzi tylko podczas walki lub kiedy przebywa w małym pomieszczeniu gdzie maszyna się nie zmieści. W tej formie Freezer dysponuje siłą ciosu na poziomie – 530 000 [J]
Forma 2Druga forma Freezera. Staje się o wiele wyższy i umięśniony. Rogi wykrzywiają się ku górze. W formie tej przypomina on własnego ojca. Dysponuje siłą ciosu na poziomie – ok. 1 000 000 [J].
Forma 3Z wyglądu przypomina Obcego. Głowa wydłuża się i spłaszcza, szyja i nos zanika, w wielu miejscach wyrastają kolce, jego mięśnie bardzo się napinają.
Forma 4Ostatnia naturalna forma Freezera. Zrzuca stary pancerz i wychodzi zupełnie nowa postać. Zanikają paski na ogonie i twarzy oraz rogi. Skóra robi się całkowicie biała. Fioletowy kolor pojawia się na ramieniu, łokciach, kolanach, głowie i na brzuchu. Jest niski i szczupły, ale zarazem znacznie potężniejszy. Oczy mają kolor czerwony.
Forma CyborgDolna połowa ciała, prawa ręka oraz prawa część twarzy zostają zastąpione przez metalowe części. Pozwala mu to na zwiększenie swojej energii.
Złota FormaW serii Dragon Ball Super (oraz w filmie kinowym „Wskrzeszenie F”) Freeza, przez miesięczny trening zdobywa nową Złotą formę jego Biała skóra zmienia się w większości na Żółty oraz miejscami (na przykład na twarzy) zyskuje ona Fioletowy kolor.

### Oddział Ginyū
Oddział Ginyū (jap. ギニュー特戦隊 Ginyū Tokusentai; pol. Specjalne Siły Ofensywne Frezera) – zespół pojawia się w serii Dragon Ball Z na planecie Namek. Zostali wezwani przez Freezera w celu przywiezienia Scouterów (dzięki którym można było namierzyć Vegetę) i zlikwidować go oraz Ziemian przebywających na Namek. Zespół był najsilniejszą ekipą wojowników Freezera. Cechami charakterystycznymi teamu były dziwne tańce, zakłady (np. o tabliczkę czekolady) i specyficzne poczucie humoru. Wszyscy członkowie zespołu (oprócz Ginyū) zostają zabici po długiej walce stoczonej na Namek przez Vegetę. Ginyū jako jedyny z drużyny przeżywa, lecz żyje w ciele żaby.
W skład zespołu wchodzą:

#### Kapitan Ginyū
Ginyū (jap. ギニュー隊長 Ginyū Taichō; pol. Kapitan Mlekor, Kapitan Żino) – jest on przywódcą Oddziału Ginyū, elitarnej jednostki żołnierzy pracujących dla Freezera. Ma fioletową skórę i rogi. Jego najwyższy poziom mocy wynosi 120 000. Najpotężniejszy wojownik z całego zespołu a jego głównym atutem jest siła zła – technika „Body Change” – możliwość zamiany się ciałami z dowolnym osobnikiem.
Seiyū: Hideyuki Hori (Dragon Ball Z), Katsuyuki Konishi (Dragon Ball Z Kai) (japoński), Tomasz Borkowski (polski)

#### Butter
Butter (jap. バータ Bāta) – bardzo silny i najwyższy członek zespołu Ginyū, jego specjalizacją jest – siła piekielna – super szybkość. Uwielbia czekoladę.
Seiyū: Yukimasa Kishino (Dragon Ball Z, Masaya Onosaka (Dragon Ball Z Kai) (japoński), Leszek Zduń (polski)

#### Jeice
Jeice (jap. ジース Jī-Su) – czerwonoskóry przystojniak. Razem z Buuterem potrafią przemienić się w „Purple Comet Crash” – bardzo potężną kulę KI. Jego mocą jest Siła czysta, dzięki której może wykonać swój najsilniejszy ataki – czerwona kula Ki – „Crusher Ball”.
Seiyū: Kazumi Tanaka (Dragon Ball Z), Daisuke Kishio (Dragon Ball Z Kai) (japoński), Zbigniew Styrczula (polski)

#### Guldo
Guldo (jap. グルド Gurudo) – czworooki, zielonoskóry, najsłabszy członek Oddziału Ginyū. Jego jedyną zaletą jest siła zwierzęca – możliwość zatrzymywania czasu.
Seiyū: Kōzō Shioya (Dragon Ball Z), Yasuhiro Takato (Dragon Ball Z Kai) (japoński), Jakub Strach (polski)

#### Recoom
Recoom (jap. リクーム Rikūmmu) – najsilniejszy (nie licząc szefa) członek Oddziału Ginyū. Tak jak Butter bardzo lubi czekoladę. Jego super mocą jest siła absolutna – ogromną siła fizyczna i wytrzymałością na ciosy.
Seiyū: Kenji Utsumi (Dragon Ball Z), Seiji Sasaki (Dragon Ball Z Kai) (japoński), Michał Piela (polski)

### Cold Daio
Cold Daio (jap. コルド大王 Korudo Daiō; pol. Generał Kord) – ojciec Coolera i Freezera. Usłyszawszy o klęsce młodszego syna szuka go w miejscu gdzie znajdowała się Namek. Odkrywając że Freezer żyje „naprawia” go i rusza wraz z nim na Ziemię aby zemmścić się na Super Saiyaninie.

### Cooler
Cooler (jap. クウラ Kūra; pol. Kuler) – pierworodny syn Cold Daio i starszy brat Freezera. Występuje w DBZ filmach 5 i 6. Na Ziemię przybywa po śmierci brata i ojca, szukając zemsty. Potrafi transformować się na piąty poziom (Gdzie jest łudząco podobny do Shreddera z żółwi ninja). Jest niezwykle pewnym siebie wojownikiem, dla którego nie liczą się uczucia. Wielokrotnie w czasie trwania filmu piątego mówi, że nie obchodzi go to, że jego brat nie żyje, tylko to że honor rodziny został splamiony. Nie wahałby się nawet poświęcić wszystkich swych bliskich, aby tylko zdobyć władzę nad wszechświatem. Zostaje pokonany przez Gokū i wysłany w kosmos, fragmenty jego ciała (popiersie) trafiają do maszyny zwanej Big Gete Star. Tworzy ona nieskończoność kopii ciała Coolera (tyle, że w metalowej zbroi), oryginalny Cooler natomiast jest głową na drutach. W wersji oryginalnej głosu użyczył mu Ryūsei Nakao, aktor dubbingowy Freezera.
Wbrew pozorom jego imię nie chodzi od słowa „cooler”, ale od „let’s chow down” (meshi demo kūra) https://www.kanzenshuu.com/movie/dbz-05/, fani myślą też, że jest słabszy od jego młodszego brata, bo przegrał z łatwością z SSJ Goku, jednakże, Goku w filmie 5 jest znacznie silniejszy od Goku z Namek, co potwierdzają słowa Żółwiego pustelnika, że Goku wrócił silniejszy z Namek (na początku filmu), jak i zenkai Goku na końcu filmu po zjedzeniu Senzu.
Techniki Walki
- Death Ball (Supernova) – Technika, którą opanował każdy przedstawiciel rodu Frizera. W wykonaniu Cooli miała być wyjątkowo potężna.
- Psychokineza (Cho no ryoku) – Technika, za pomocą której Cooler może przenosić w powietrzu dowolne obiekty, używając do tego tylko siły swego umysłu.
- Teleportacja (Shunkan Idou) – Technika od planety Yadrat, tylko klony Cooli mogą jej używać.

### Oddział Coolera
Oddział Coolera (jap. クウラ 特戦隊 Kura Tkusentai) – tworzy go trzech przedstawicieli obcych ras o niezgorszych poziomach mocy. Każdy z nich ma standardową zbroję, z tym wyjątkiem, że ich napierśniki mają tylko jeden naramiennik. Na każdym napierśniku znajduje się symbol Coolera, podobny do symbolu Odzdziału Ginyū. W skład Oddziału Coolera wchodzą:

#### Dorey
Dorey (jap. ドーレ Dōre) – muskularny osiłek, wyglądem przypominający długowłosą wersję Hulka. Nigdy nie zdejmuje swego hełmu. Jego imię jest nawiązaniem do rodzaju przypraw do sałatek.

#### Naise
Neize (jap. ネイズ Neizu) – gadopodobna kreatura, zdolna emitować ze swego ciała fale elektryczne oraz chować głowę w głąb ciała, podobnie do żółwia. Jego imię jest nawiązaniem do nazwy majonezu.

#### Thouser
Sauzer (jap. ? Sauzaa) – błękitnoskóry przystojniak z blond włosami, lider teamu Coolera. Walczy swym mieczem utworzonym z wiązki energii Ki. Został zabity przez Makankosappo Piccolo, nazwany od sosu tysiąca wysp. Pochodzi z tego samego układu słonecznego co Jheese

## Androidy

### Android #08
Android #08 – cyborg stworzony dla armii Red Ribbon. Pomaga Son Gokū pokonać armię Red Ribbon.

### Android #16
Android #16 (jap. 人造人間16号 jinzō ningen juu roku gō; pol. C16) – postać z Dragon Balla, mangi i anime Akiry Tiroyamy, jeden z androidów stworzonych przez Dr. Gero. Ma podłużną twarz i jaskrawo czerwone włosy. Nosi czarny strój i zieloną, grubą kamizelkę ochronną. Zaprzyjaźnia się z Son Gohanem, po czym pomaga w pokonaniu Cella.

### Android #17
Android 17 (C17) – fikcyjna postać występująca w anime Dragon Ball. Został stworzony przez Dr. Gero w celu zabicia Son Gokū. Jest tylko częściowo mechaniczny, gdyż został skonstruowany na bazie ludzkich komórek. Przez swoje nieposłuszeństwo został zdezaktywowany razem z C18. Po przebudzeniu zabił swego twórcę i zniszczył urządzenie, którym można było go zdezaktywować. Został zaabsorbowany przez Cell. W przyszłości został zabity przez Future Trunks. W Piekle Dr.Gero i Dr.Myu stworzyli drugiego C17, który po połączeniu z ziemskim C17 stał się Super C 17.
Według wywiadu z Toriyamą, ma imię Lapis od znanego niebieskiego kamienia – Lapis lazuli
Ponadto po walce z Cellem Lapis staje się leśniczym, broniąc zwierzęta przed kłusownikami
Seiyū: Shigeru Nakahara (japoński), Michał Klawiter (polski)

### Android #18
Android #18 (Jinzō'ningen #18 znany też jako Cyborg #18, lub 18, C-18) – fikcyjna postać występująca w mandze Dragon Ball. W amerykańskiej wersji jej głos użycza Beyonce Knowles.
C-18 przed zamianą w cyborga była normalną dziewczyną. Dr Gero zmienił ją w cyborga 18, a jej brata bliźniaka w C-17. W trakcie Cell saga zostaje wchłonięta przez Cella, który osiąga swoje ostatnie stadium. W trakcie Cell game po jednym z ciosów Gohana SSJ 2 zostaje wypluta przez Komórczaka. Od tej pory opiekuje się nią Krillan. Po pewnym czasie 18 wychodzi za Krillana i rodzi mu córeczkę Marron. C18 ma blond włosy. Początkowo były proste i sięgały do ramion, następnie zmienia fryzurę na bardzo krótką.
Seiyū: Miki Ito (japoński), Agnieszka Wiśniewska (polski)

### Android #19
Android #19 (jap. 人造人間19号 jinzō ningen juu kyuu gō; pol. C19) – postać z Dragon Balla, mangi i anime Akiry Tiroyamy, jeden z androidów stworzonych przez Dr. Gero. Ma czapkę w kształcie stożka i jest gruby. Jego skóra była koloru biało fioletowgo. Na rękach ma otwory do pochłaniania Ki. Został pokonany przez Vegetę, który strzelił w niego Big Bang Attack (w formie Super Saiyanina).

### Android #20
Android #20 (doktor Gero, doktor Żiro, doktor Żygago) – naukowiec pracujący dla armii Red Ribbon. Po zniszczeniu armii przez Son Gokū, zaczął konstruować cyborgi od c1 do c20 i cell’a.

### Cell
Cell (Seru, Jinzou Ningen #21; pol. Komórczak) – fikcyjny czarny charakter z mangi Dragon Ball oraz anime Dragon Ball Z i Dragon Ball GT. Jest dziełem doktora Gero (pol. doktora Żiro) i mieszanką materiału genetycznej najpotężniejszych wojowników w Dragon Ball między innymi: Son Goku, Vegeta, Freezer i Piccolo Daimao.
Cell posiada zdolność wchłaniania energii innych istot za pomocą żądła umieszczonego na końcu ogona. Proces ten powiększa możliwości Cella i zwiększa jego siłę. Dokładna ilość dostarczanej energii zależy od poziomu mocy ofiary. Aby osiągnąć ostatnie stadium rozwoju musi wchłonąć androidy C17 i C18. Za każdym razem, kiedy wchłonie któregoś z cyborgów zmienia wygląd i staje się potężniejszy.
Seiyū: Norio Wakamoto (japoński), Piotr Tołoczko (polski)

## Majin

### Dabra
Dabra (pl. Dabla pl. w mandze Kadabra). Książę piekieł. Przybywa na ziemie wraz z Babidim by uwolnić Buu. Jest demonem, ma czerwoną skórę, małe rogi i niebieski strój. Został zabity przez Buu. W fillerze pokazuje swoją lepszą stronę.
Jego imię jest anagramem słowa abrakadabra http://www.daizex.com/general/ask
Seiyū: Ryuzaburo Otomo (japoński), Mikołaj Klimek (Dragon Ball Super) (polski)

### Babidi
Babidi jest czarnoksiężnikiem rasy Ma-jin pojawiającym się w Buu sadze. Jest synem innego czarnoksiężnika - Bibidiego i pragnie zemsty za jego śmierć z rąk East Kaioshina. W tym celu pragnie uwolnić demona stworzonego przez ojca- Buu. Jest on zamknięty w kuli gdzieś na ziemi. Przybywa na nią wraz z podwładnymi w celu zdobycia energii życiowej dla demona i uwolnienia go. Tak też się stało, lecz Buu wymknął się spod kontroli i urwał mu głowę. Po tym wydarzeniu znienawidził demona i w piekle podczas oglądania walki Son Goku – Buu kibicował Goku w przeciwieństwie do Cella i Freezera.

### Buu
Majin Buu (jap. 魔人ブウ Majin Buu; Okrutny Buu, Bubu) – fikcyjna postać animowanej serii Dragon Ball Z.
Buu to najpotężniejszy czarny charakter w całej serii Dragon Ball Z. W swojej początkowej fazie z wyglądu był bardzo sympatyczną istotą, która nade wszystko przepadała za słodyczami. Liczył sobie około 5 milionów lat. Został powołany do życia przez Bibidiego jako tajemna, mordercza broń, za pomocą której chciał on podbić wszystkie 4 Megalaktyki. Do walki z Buu stanęło wówczas pięciu Kaioshinów próbując go powstrzymać. Trzech z nich zginęło w walce, a czwarty został pochłonięty. Piąty zdołał zabić Bibidiego, ale przed swoją śmiercią zamknął demona w specjalnej kuli, którą tylko on mógł otworzyć i wystrzelił na Ziemię.
Po 300 latach więzienia został Buu odnaleziony i uwolniony przez Babidiego i dostał zadanie zniszczenia Ziemi. W trakcie walki, jaką stoczył z wojownikami Z, przeszedł kilka transformacji. Ostatecznie przetrwał w dwóch, diametralnie różniących się od siebie postaciach, a mianowicie jako Fat Buu i Super Buu (a następnie Kid Buu). Pierwotną postać „Fat” Buu odziedziczył po zaabsorbowanym Dai Kaioshin. Po Buu Saga ta forma przyłączyła się do obrońców Ziemi, zamieszkując z Mr Satanem i stając się jego przyjacielem.
Super Buu powstał, gdy Mr Satan próbował uczynić Fat Buu dobrym, co w konsekwencji sprowokowało go do „wyplucia” kolejnej, tym razem szczupłej wersji Buu. Ta forma zjednoczyła całe zło w jednej osobie, co doprowadziło do powstania wspomnianego Kid Buu. W tym stadium był on najpotężniejszy ze wszystkich swoich form, pochłaniając dodatkowo Gotenksa, Piccolo i Son Gohana. Był tak silny, że nawet Son Goku, jako SSJ3, nie był w stanie go pokonać. Po zniszczeniu Ziemi został ostatecznie z pomocą Fat Buu i Vegety zabity przez Son Goku na planecie Kaioshinów. Po latach reinkarnował się jako Uub, którego trenerem paradoksalnie został Son Goku.
Buu jest demonem. Powstał przy pomocy magii, dzięki czarnoksiężnikowi Bibidiemu.
Buu używa takich technik jak Eye Laser, Galactic Donut, JinruizetsumetsukogeChi, Kamehameha, Makankosappo, Renzoku Energy Dan, SchogeChiha, Super Ghost Kamikaze Attack, UdebunrikogeChi
Buu walczył kolejno z Daburą, Son Gohanem i East Kaioshinem, Vegetą, Babidim (oderwał mu głowę i się na tym skończyło), Son Goku, Fat Buu, Gotenksem, Son Gohanem, Vegetto. Został zabity przez Son Goku dzięki energii zebranej z całej planety i pobliskich w Genki Damie.
Seiyū: Kozo Shioya (japoński), Sergiusz Żymełka (polski)

### Zarbon
Zarbon – fikcyjna postać anime Dragon Ball, był on wiernym sługą Freezera. Zawsze lojalny wobec swojego pana, gotów oddać za niego życie. Unikalną mocą Zarbon’a była możliwość transformacji w potwora. Aczkolwiek on jako młody, przystojny chłopiec rzadko używał tej formy, cenił on bowiem swój wygląd i uważał, że jego kolejna forma uwłacza jego godności. Został zabity przez Vegetę na Namek.
Seiyū: Sho Hayami (Dragon Ball Z), Hiroaki Miura (Dragon Ball Z Kai (japoński), Modest Ruciński (polski)

### Dodoria
Dorian (Dodoria) – fikcyjna postać anime Dragon Ball. Jest on obok Zarbona przybocznym sługą Freezera. Ma skórę koloru różowego oraz ciało pokryte kolcami. Jego charakterystyczną cechą charakteru jest to, że jest on niezwykle zarozumiały. Posiada on dość wysoką siłę ciosu. Dodoria został zabity na Namek przez Vegete, lecz nim zginął ujawnił mu cała prawdę o zniszczeniu planety saiyan.
Seiyū: Yukitoshi Hori (Dragon Ball Z), Takashi Nagasako (Dragon Ball Z Kai) (japoński), Michał Matuszak (polski)

### Sui
Sui – rybi humanoid pojawiający się we sadze Freezera  wraz z Bananem. Pojawiają się wysłani przez Zarbona żeby sprawdzić tajemniczy sygnał (którym są Gohan i Kurilin), myśląc że mają do czynienia z turystami, Sui niszczy ich statek. Sui został zabity przez Gohana. Sui został nazwany w grze na Gameboya od słowa „suika” (Arbuz)

### Banan
Banan – Rogaty wąsacz na usługi Freezera, podobnie jak Sui został wysłany przez Zarbona żeby sprawdził tajemnicze moce. Zostaje zabity przez Kulilina, nazwany od banana wg gry na Super Nintendo i grze na Gameboya
Podobny przedstawiciel występuje także w specjale „Ojcu Goku”, ale z błękitnymi włosami i wąsami

### Baby
Baby – ostatni z Tsufuru-jin (Tsufulów), odtworzony z kodu DNA króla tej rasy. Wystąpił w Dragon Ball GT. Miał zakodowane, żeby zniszczyć wszystkich Saiyan. Baby jest pasożytem, który zaraża ludzi, wchodząc w ich organizmy. Najpierw przejął Trunksa, potem Gotena i Gohana. Następnie uzyskał kontrolę nad Vegetą, przeistaczając się w Baby Vegetę.
Baby Vegeta był jedną z silniejszych postaci Dragon Ball GT (jeśli nie najsilniejszą zaraz po Goku). Miał kilka różnych form. Zmiany zaczęły się od pojawienia się na policzku Vegety twarzy Babyego. Potem włosy zmieniły kolor na białe i pojawiły się trzy linie na jego twarzy. Następnie linie te zmieniły kształt, mięśnie Vegety urosły oraz postać otrzymała 2 naramienniki. Następną zmianą była zmiana kształtu włosów oraz otrzymanie pełnego kostiumu. To najpotężniejsza forma Babyego – Golden Oozaru Baby Vegeta. Jako Złota Małpa Baby był jeszcze silniejszy.
Golden Ōzaru Baby Vegeta po odcięciu ogona musiał wyjść z ciała Vegety. Ciało Babyego urosło i nie mógł dłużej siedzieć w małym ciele Vegety. Został trafiony Kamehame-Ha Goku, po czym zginął wystrzelony w słońce.

### Pilaf
Jest to Demon o niebieskiej skórze, charakteryzuje się tym, że ma duże i wyłupiaste oczy, a jego twarz jest pozbawiona nosa. Zawsze ubierał się jak cyrkowy klaun, z ozdobną kryzą pod szyją, a na głowie czarną czapką z pomponem. Podczas serii DB poszukiwał smoczych kul, jego życzenie nie było zbyt oryginalne, bo po prostu chciał zawładnąć nad światem, lecz niestety zawsze na drodze do szczęścia stawał mu mały Son Gokū. Co prawda raz udało mu się przywołać Shen Longa, lecz szybszy był w wypowiedzeniu życzenia był Oolong. Następnym razem przywołał Czerwonego Shen Longa i przypadkiem wypowiedział życzenie, które zamieniło Son Gokū z powrotem w dziecko.
Seiyū: Shigeru Chiba (japoński), Michał Sitarski (polski)

### Zald
Podwładny Garlica juniora z anime, mały i czerwony, zabity przez Masenko Gohana. W wersji funimation ma siostrę https://www.youtube.com/watch?v=K1ZorueDb4M, jego imię jest od soli (gdyż nawet w wersji funimation zwie się „Salt”)

### Tard
Podwładny Garlica juniora z anime, mający długie włosy i rogi, zabity przez Masenko Gohana. Jego imię jest od musztardy (gdyż nawet w wersji funimation zwie się „Mustard”)
Seiyu – Masaharu Satō

### Vinegar
Wysoki z czapką z rogami podwładny Garlic juniora z anime, jako jedyny (poza Gashew) zmienia się w formę super, ma imię po Otcie, zabity przez Gohana
seiyū: Daisuke Gōri

### Gashew
Lider ludzi Garlic juniora z anime, przystojny błękitny diabeł z włosami ala Vegeta
Imię ma po cukrze, choć w USA zwie się „Spice” (Przyprawa)
Zabity przez Gohana
seiyū: Hikaru Midorikawa

### Bojack
Kosmiczny pirat który był uwięziony na planecie 4 Kaio. Kiedy Cell zniszczył planetę północnego Kaio, Bojack, Bido, Zangya, Bujin i Gokua uciekli. Bojack pojawia się po raz pierwszy po tym jak Trunks brutalnie zabił Gokuę, po czym mówił Gohanowi że Ziemia to niezła planeta. Bojack ma transformację gdzie zmienia kolor na zielony i jego włosy są czerwone, zostaje zabity przez Gohana na SSJ2.
Występuje także w filmie 12 gdzie służy Freezie, choć nie pojawia się po tym jak Gohan wali Freezę w brzuch i zmienia go w pył
Nazwany od „Bojakkubujin” – Zuchwałość
seiyū: Tesshō Genda

### Bido
Podwładny Bojacka z pomarańczową hiszpańską bródką. Bido na wielkim turnieju sztuk walk pokonał Douskoi i skierował się po Gohana. Po transformacji Gohana w SSJ2, Bido zostaje zabity kiedy Gohan przebija go pięścią i rozrywa jego ciało na pół.
Najlepszą techniką Bida jest Brave Gatling, polegający na wyrzuceniu pocisków KI z wszystkich palców
seiyū: Hisao Egawa

### Zangya
Jedyna kobieta w drużynie Bojacka, ma długie pomarańczowe włosy. Zangya na wielkim turnieju sztuk walk pokonała z łatwością Kulilina, i potem walczyła z Gohanem, została zabita przez Bojacka kiedy on użył jej jako tarczy żeby zabić Gohana SSJ2
seiyū: Tomoko Maruo

### Bujin
Podwładny Bojacka, posługuje się telekinezą, Bujin na wielkim turnieju sztuk walk walczy z Gohanem i potem z Yamchą i Tenshinhanem. Po transformacji Gohana w SSJ2, Bujin zostaje zabity kiedy Gohan kopie jego ciało i rozrywa jego na pół.
seiyū: Naoki Tatsuta

### Gokua
Podwładny Bojacka, włada mieczem. Gokua walczy z Trunksem z przyszłości, mimo transformacji zostaje pokonany przez Trunksa kiedy wchodzi w tryb Super Saiyana. Nazwany od „Gokuaku” – „ogrom”

### Annin
Fillerowa postać pilnująca paleniska, Goku i Chi-Chi przybywają do niej żeby ugasić ogień w której został uwięziony Byczy lucyfer
Najprawdopodobniej matka Chi-Chi, gdyż w wędrówce na zachód jest żoną byczego lucyfera.